# Raspaciona
Raspaciona is een geslacht van sponsdieren uit de klasse van de Demospongiae (gewone sponzen).

## Soorten
- Raspaciona aculeata (Johnston, 1842)
- Raspaciona calva Sarà, 1958
- Raspaciona robusta Sarà, 1958